# About My Father
About My Father és una pel·lícula de comèdia nord-americana dirigida per Laura Terruso a partir d'un guió de Sebastian Maniscalco i Austen Earl. La pel·lícula és protagonitzada per Maniscalco i es basa lliurement en la seva vida i la seva relació amb el seu pare, interpretat per Robert De Niro. Leslie Bibb, Anders Holm, David Rasche i Kim Cattrall protagonitzen papers secundaris.
Lionsgate la va estrenar el 26 de maig de 2023. S'ha subtitulat al català.

## Argument
Sebastià informa al seu tradicional pare immigrant italià Salvo sobre el seu pla per proposar parella a la seva xicota americana, i Salvo insisteix a unir-se a ells durant un cap de setmana amb els seus pares. Malgrat el xoc entre les seves dues cultures i la percepció inicial de no tenir res en comú, finalment es converteixen en una família única i unificada al final del cap de setmana de vacances d'estiu.

## repartiment
- Sebastian Maniscalco com ell mateix
- Robert De Niro com Salvo Maniscalco
- Leslie Bibb com Ellie
- Anders Holm com Lucky Collins
- David Rasche com Bill
- Kim Cattrall com Tigger
- Brett Dier com Doug Collins

## Producció
El 26 d'abril de 2018, es va anunciar que Sebastian Maniscalco protagonitzaria una pel·lícula sense títol inspirada en la seva vida per a Lionsgate, amb Austen Earl adjunt per coescriure el guió al costat de Maniscalco. No hi va haver més novetats fins al 12 de maig de 2021, quan es va anunciar que Laura Terruso havia de dirigir la pel·lícula i Robert de Niro va ser elegida per un paper principal. Chris i Paul Weitz ' American Pie es van encarregar de produir la pel·lícula juntament amb Andrew Miano per a la seva productora Depth of Field. El setembre de 2021, Leslie Bibb i Kim Cattrall es van unir al repartiment principal. El novembre de 2021, Brett Dier, Anders Holm i David Rasche es van unir al repartiment.
El 26 d'abril de 2018, es va anunciar que Sebastian Maniscalco protagonitzaria una pel·lícula sense títol inspirada en la seva vida per a Lionsgate, amb Austen Earl adjunt per coescriure el guió al costat de Maniscalco. No hi va haver més novetats fins al 12 de maig de 2021, quan es va anunciar que Laura Terruso havia de dirigir la pel·lícula i Robert de Niro va ser elegida per un paper principal. Chris i Paul Weitz ' American Pie es van encarregar de produir la pel·lícula juntament amb Andrew Miano per a la seva productora Depth of Field. El setembre de 2021, Leslie Bibb i Kim Cattrall es van unir al repartiment principal. El novembre de 2021, Brett Dier, Anders Holm i David Rasche es van unir al repartiment.
La fotografia principal va començar el 21 de setembre de 2021 a Mobile, Alabama, i va durar un mes.

## Estrena
Lionsgate ha programat que la pel·lícula sigui estrenada el 26 de maig de 2023.